# Equador nos Jogos Pan-Americanos de 2023
O Equador competiu nos Jogos Pan-Americanos de 2023 em Santiago, no Chile, de 20 de outubro a 5 de novembro de 2023. Foi a 19.ª aparição do país nos Jogos Pan-Americanos, tendo participado de todas as edições desde a estreia dos Jogos, em 1951.

## Competidores
Abaixo está a lista do número de competidores (por gênero) participando dos jogos por esporte/disciplina.
| Esporte               | Masculino | Feminino | Total |
| --------------------- | --------- | -------- | ----- |
| Boliche               | 2         | 0        | 2     |
| Boxe                  | 4         | 0        | 4     |
| Canoagem              | 0         | 1        | 1     |
| Caratê                | 2         | 1        | 3     |
| Ciclismo              | 4         | 3        | 7     |
| Esgrima               | 0         | 1        | 1     |
| Ginástica             | 2         | 2        | 4     |
| Hipismo               |           |          | 3     |
| Judô                  | 1         | 0        | 1     |
| Levantamento de peso  | 5         | 4        | 9     |
| Lutas                 | 0         | 2        | 2     |
| Patinação sobre rodas | 0         | 1        | 1     |
| Pentatlo moderno      | 3         | 3        | 6     |
| Raquetebol            | 2         | 2        | 4     |
| Remo                  | 1         | 1        | 2     |
| Squash                | 0         | 3        | 3     |
| Surfe                 | 0         | 2        | 2     |
| Taekwondo             | 4         | 4        | 8     |
| Tênis de mesa         | 3         | 2        | 5     |
| Tiro com arco         | 1         | 2        | 3     |
| Tiro esportivo        | 4         | 4        | 8     |
| Vela                  | 2         | 2        | 4     |
| Total                 | 40        | 40       | 83    |

## Boliche
O Equador qualificou uma equipe de dois homens através dos Jogos Sul-Americanos de 2022, realizados em Assunção, Paraguai.
| Atleta | Evento               | Classificação / Final | Classificação / Final | Classificação / Final | Classificação / Final | Classificação / Final | Classificação / Final | Classificação / Final | Classificação / Final | Classificação / Final | Classificação / Final | Classificação / Final | Classificação / Final | Classificação / Final | Classificação / Final | Classificação / Final | Classificação / Final | Eliminatórias | Eliminatórias | Eliminatórias | Eliminatórias | Eliminatórias | Eliminatórias | Eliminatórias | Eliminatórias | Eliminatórias | Eliminatórias | Eliminatórias | Semifinal            | Final / MB           | Final / MB |
| Atleta | Evento               | Bloco 1               | Bloco 1               | Bloco 1               | Bloco 1               | Bloco 1               | Bloco 1               | Bloco 1               | Bloco 2               | Bloco 2               | Bloco 2               | Bloco 2               | Bloco 2               | Bloco 2               | Bloco 2               | Total                 | Posição               | Eliminatórias | Eliminatórias | Eliminatórias | Eliminatórias | Eliminatórias | Eliminatórias | Eliminatórias | Eliminatórias | Eliminatórias | Eliminatórias | Eliminatórias | Semifinal            | Final / MB           | Final / MB |
| Atleta | Evento               | 1                     | 2                     | 3                     | 4                     | 5                     | 6                     | Total                 | 7                     | 8                     | 9                     | 10                    | 11                    | 12                    | Total                 | Total                 | Posição               | 1             | 2             | 3             | 4             | 5             | 6             | 7             | 8             | Total         | Grande total  | Posição       | Adversário Resultado | Adversário Resultado | Posição    |
| ------ | -------------------- | --------------------- | --------------------- | --------------------- | --------------------- | --------------------- | --------------------- | --------------------- | --------------------- | --------------------- | --------------------- | --------------------- | --------------------- | --------------------- | --------------------- | --------------------- | --------------------- | ------------- | ------------- | ------------- | ------------- | ------------- | ------------- | ------------- | ------------- | ------------- | ------------- | ------------- | -------------------- | -------------------- | ---------- |
|        | Individual masculino |                       |                       |                       |                       |                       |                       |                       |                       |                       |                       |                       |                       |                       |                       |                       |                       |               |               |               |               |               |               |               |               |               |               |               |                      |                      |            |
|        |                      |                       |                       |                       |                       |                       |                       |                       |                       |                       |                       |                       |                       |                       |                       |                       |                       |               |               |               |               |               |               |               |               |               |               |               |                      |                      |            |
|        | Duplas masculinas    |                       |                       |                       |                       |                       |                       |                       |                       |                       |                       |                       |                       |                       |                       |                       |                       | —             | —             | —             | —             | —             | —             | —             | —             | —             | —             | —             | —                    | —                    | —          |

## Boxe
O Equador qualificou quatro boxeadores (quatro homens) após atingir a final dos Jogos Sul-Americanos de 2022.
Masculino
| Atleta                | Evento | Quartas-de-final     | Semifinal            | Final                | Final   |
| Atleta                | Evento | Adversário Resultado | Adversário Resultado | Adversário Resultado | Posição |
| --------------------- | ------ | -------------------- | -------------------- | -------------------- | ------- |
| Luis Fernando Delgado | –51 kg |                      |                      |                      |         |
| Jean Caicedo          | –57 kg |                      |                      |                      |         |
| Julio Castillo        | –92 kg |                      |                      |                      |         |
| Gerlon Congo          | +92 kg |                      |                      |                      |         |

## Canoagem

### Velocidade
O Equador qualificou uma canoísta feminina na velocidade.
Feminino
| Atleta | Evento    | Eliminatória | Eliminatória | Semifinal | Semifinal | Final | Final   |
| Atleta | Evento    | Tempo        | Posição      | Tempo     | Posição   | Tempo | Posição |
| ------ | --------- | ------------ | ------------ | --------- | --------- | ----- | ------- |
|        | C-1 200 m |              |              |           |           |       |         |

## Caratê
O Equador qualificou uma equipe de três caratecas (dois homens e uma mulher) nos Jogos Sul-Americanos de 2022.
Kumite
| Atleta | Evento           | Fase de grupos       | Fase de grupos       | Fase de grupos       | Fase de grupos | Semifinal            | Final                | Final   |
| Atleta | Evento           | Adversário Resultado | Adversário Resultado | Adversário Resultado | Posição        | Adversário Resultado | Adversário Resultado | Posição |
| ------ | ---------------- | -------------------- | -------------------- | -------------------- | -------------- | -------------------- | -------------------- | ------- |
|        | −67 kg masculino |                      |                      |                      |                |                      |                      |         |
|        | −84 kg masculino |                      |                      |                      |                |                      |                      |         |
|        | +68 kg feminino  |                      |                      |                      |                |                      |                      |         |

## Ciclismo
O Equador qualificou 7 ciclistas (4 homens e 3 mulheres). 

### BMX
Corrida
| Atleta | Evento    | Fase de ranqueamento | Fase de ranqueamento | Quartas-de-final | Quartas-de-final | Semifinal | Semifinal | Final | Final   |
| Atleta | Evento    | Tempo                | Posição              | Pontos           | Posição          | Tempo     | Posição   | Tempo | Posição |
| ------ | --------- | -------------------- | -------------------- | ---------------- | ---------------- | --------- | --------- | ----- | ------- |
|        | Masculino |                      |                      |                  |                  |           |           |       |         |
|        |           |                      |                      |                  |                  |           |           |       |         |
|        | Feminino  |                      |                      |                  |                  |           |           |       |         |
|        |           |                      |                      |                  |                  |           |           |       |         |

### Estrada
| Atleta | Evento                       | Tempo | Posição |
| ------ | ---------------------------- | ----- | ------- |
|        | Contra o relógio masculino   |       |         |
|        | Corrida em estrada masculina |       |         |
|        | Corrida em estrada feminina  |       |         |

## Esgrima
O Equador classificou uma esgrimista feminina através do Campeonato Pan-Americano de Esgrima de 2022 em Assunção, Paraguai.
Individual
Feminino
| Atleta | Evento  | Fase de grupos | Fase de grupos | Oitavas-de-final     | Quartas-de-final     | Semifinais           | Final                | Final     |
| Atleta | Evento  | Vitórias       | Chaveamento    | Adversário Resultado | Adversário Resultado | Adversário Resultado | Adversário Resultado | Pontuação |
| ------ | ------- | -------------- | -------------- | -------------------- | -------------------- | -------------------- | -------------------- | --------- |
|        | Florete |                |                |                      |                      |                      |                      |           |

## Ginástica

### Artística
O Equador qualificou qualificou quatro ginastas (dois homens e duas mulheres) através do Campeonato Pan-Americano de 2023.
Masculino
| Atleta | Evento           | Qualificação | Qualificação | Qualificação | Qualificação | Qualificação | Qualificação | Total | Posição |
| Atleta | Evento           | S            | CA           | A            | Sa           | BP           | BF           | Total | Posição |
| ------ | ---------------- | ------------ | ------------ | ------------ | ------------ | ------------ | ------------ | ----- | ------- |
|        | Individual geral |              |              |              |              |              |              |       |         |
|        |                  |              |              |              |              |              |              |       |         |

Legenda de classificação: Q = Qualificado para a final por aparelhos
Feminino
| Atleta | Evento           | Qualificação | Qualificação | Qualificação | Qualificação | Total | Posição |
| Atleta | Evento           | Sa           | BA           | TE           | S            | Total | Posição |
| ------ | ---------------- | ------------ | ------------ | ------------ | ------------ | ----- | ------- |
|        | Individual geral |              |              |              |              |       |         |
|        |                  |              |              |              |              |       |         |

Legenda de classificação: Q = Qualificada para a final por aparelhos

## Hipismo
O Equador qualificou uma equipe de 3 ginetes (um no adestramento e dois nos saltos) através dos Jogos Sul-Americanos de 2022.

### Adestramento
| Atleta | Cavalo | Evento     | Classificação                 | Classificação                 | Classificação                       | Classificação                       | Classificação | Classificação | Grand Prix Freestyle / Intermediate I Freestyle | Grand Prix Freestyle / Intermediate I Freestyle |
| Atleta | Cavalo | Evento     | Grand Prix / Prix St. Georges | Grand Prix / Prix St. Georges | Grand Prix Special / Intermediate I | Grand Prix Special / Intermediate I | Total         | Total         | Grand Prix Freestyle / Intermediate I Freestyle | Grand Prix Freestyle / Intermediate I Freestyle |
| Atleta | Cavalo | Evento     | Resultado                     | Posição                       | Resultado                           | Posição                             | Resultado     | Posição       | Resultado                                       | Posição                                         |
| ------ | ------ | ---------- | ----------------------------- | ----------------------------- | ----------------------------------- | ----------------------------------- | ------------- | ------------- | ----------------------------------------------- | ----------------------------------------------- |
|        |        | Individual |                               |                               |                                     |                                     |               |               |                                                 |                                                 |

### Saltos
| Atleta | Cavalo | Evento     | Classificação | Classificação | Classificação | Classificação | Classificação | Classificação | Classificação | Classificação | Final    | Final    | Final    | Final    | Final  | Final   |
| Atleta | Cavalo | Evento     | Rodada 1      | Rodada 1      | Rodada 2      | Rodada 2      | Rodada 3      | Rodada 3      | Total         | Total         | Rodada A | Rodada A | Rodada B | Rodada B | Total  | Total   |
| Atleta | Cavalo | Evento     | Faltas        | Posição       | Faltas        | Posição       | Faltas        | Posição       | Faltas        | Posição       | Faltas   | Posição  | Faltas   | Posição  | Faltas | Posição |
| ------ | ------ | ---------- | ------------- | ------------- | ------------- | ------------- | ------------- | ------------- | ------------- | ------------- | -------- | -------- | -------- | -------- | ------ | ------- |
|        |        | Individual |               |               |               |               |               |               |               |               |          |          |          |          |        |         |
|        |        |            |               |               |               |               |               |               |               |               |          |          |          |          |        |         |

## Judô
O Equador classificou um judoca após vencer sua categoria nos Jogos Pan-Americanos Júnior de 2021.
Masculino
| Atleta       | Evento | Oitavas-de-final     | Quartas-de-final     | Semifinais           | Repescagem           | Final / MB           | Final / MB |
| Atleta       | Evento | Adversário Resultado | Adversário Resultado | Adversário Resultado | Adversário Resultado | Adversário Resultado | Posição    |
| ------------ | ------ | -------------------- | -------------------- | -------------------- | -------------------- | -------------------- | ---------- |
| Bryan Garboa | −60 kg |                      |                      |                      |                      |                      |            |

## Levantamento de peso
O Equador classificou nove halterofilistas (cinco homens e quatro mulheres).
| Atleta        | Evento           | Arranco   | Arranco | Arremesso | Arremesso | Total | Posição |
| Atleta        | Evento           | Resultado | Posição | Resultado | Posição   | Total | Posição |
| ------------- | ---------------- | --------- | ------- | --------- | --------- | ----- | ------- |
| Iván Escudero | -89 kg masculino |           |         |           |           |       |         |
|               |                  |           |         |           |           |       |         |
|               |                  |           |         |           |           |       |         |
|               |                  |           |         |           |           |       |         |
|               |                  |           |         |           |           |       |         |
|               |                  |           |         |           |           |       |         |
|               |                  |           |         |           |           |       |         |
|               |                  |           |         |           |           |       |         |
|               |                  |           |         |           |           |       |         |

## Lutas
O Equador classificou uma lutadora (Livre feminino: 53 kg) através do Campeonato Pan-Americano de Lutas de 2022 realizado em Acapulco, México. O Equador também classificou uma lutadora (Livre feminino: 50 kg) após vencer os Jogos Pan-Americanos Júnior de 2021. 
Chave:
- VT – Vitória por queda
- PP – Decisão por pontos – derrotado com pontos técnicos.
- PO – Decisão por pontos – derrotado sem pontos técnicos.
- SP – Superioridade técnica – o derrotado com pontos técnicos e uma margem de vitória de pelo menos 9 (Greco-romana) ou 10 (livre) pontos.
- ST – Grande superioridade – o derrotado sem pontos técnicos e uma margem de vitória de pelo menos 8 (Greco-romana) ou 10 (livre) pontos.
- VA – Decisão por desistência

Feminino
| Atleta | Evento | Quartas-de-final     | Semifinal            | Final / MB           | Final / MB |
| Atleta | Evento | Adversário Resultado | Adversário Resultado | Adversário Resultado | Posição    |
| ------ | ------ | -------------------- | -------------------- | -------------------- | ---------- |
|        | 50 kg  |                      |                      |                      |            |
|        | 53 kg  |                      |                      |                      |            |

## Patinação sobre rodas

### Artística
O Equador classificou uma mulher na patinação artística.
| Atleta | Evento   | Programa curto | Programa curto | Programa longo | Programa longo | Total     | Total   |
| Atleta | Evento   | Pontuação      | Posição        | Pontuação      | Posição        | Pontuação | Posição |
| ------ | -------- | -------------- | -------------- | -------------- | -------------- | --------- | ------- |
|        | Feminino |                |                |                |                |           |         |

## Pentatlo moderno
O Equador classificou seis pentatletas (três homens e três mulheres).
| Atleta               | Evento                | Esgrima (Espada um toque) | Esgrima (Espada um toque) | Esgrima (Espada um toque) | Esgrima (Espada um toque) | Natação (200 m nado livre) | Natação (200 m nado livre) | Natação (200 m nado livre) | Hipismo (Saltos) | Hipismo (Saltos) | Hipismo (Saltos) | Tiro / Corrida (pistola a laser 10 m / 3000 m cross-country) | Tiro / Corrida (pistola a laser 10 m / 3000 m cross-country) | Tiro / Corrida (pistola a laser 10 m / 3000 m cross-country) | Total  | Total   |
| Atleta               | Evento                | V – D                     | Posição                   | Pontos                    | PB                        | Tempo                      | Posição                    | Pontos                     | Penalidades      | Posição          | Pontos           | Tempo                                                        | Posição                                                      | Pontos                                                       | Pontos | Posição |
| -------------------- | --------------------- | ------------------------- | ------------------------- | ------------------------- | ------------------------- | -------------------------- | -------------------------- | -------------------------- | ---------------- | ---------------- | ---------------- | ------------------------------------------------------------ | ------------------------------------------------------------ | ------------------------------------------------------------ | ------ | ------- |
| Andrés Torres Robles | Masculino             |                           |                           |                           |                           |                            |                            |                            |                  |                  |                  |                                                              |                                                              |                                                              |        |         |
|                      | Masculino             |                           |                           |                           |                           |                            |                            |                            |                  |                  |                  |                                                              |                                                              |                                                              |        |         |
|                      | Masculino             |                           |                           |                           |                           |                            |                            |                            |                  |                  |                  |                                                              |                                                              |                                                              |        |         |
|                      | Revezamento masculino |                           |                           |                           |                           |                            |                            |                            |                  |                  |                  |                                                              |                                                              |                                                              |        |         |
|                      | Feminino              |                           |                           |                           |                           |                            |                            |                            |                  |                  |                  |                                                              |                                                              |                                                              |        |         |
|                      |                       |                           |                           |                           |                           |                            |                            |                            |                  |                  |                  |                                                              |                                                              |                                                              |        |         |
|                      |                       |                           |                           |                           |                           |                            |                            |                            |                  |                  |                  |                                                              |                                                              |                                                              |        |         |
|                      | Revezamento feminino  |                           |                           |                           |                           |                            |                            |                            |                  |                  |                  |                                                              |                                                              |                                                              |        |         |
|                      | Revezamento misto     |                           |                           |                           |                           |                            |                            |                            |                  |                  |                  |                                                              |                                                              |                                                              |        |         |

## Raquetebol
O Equador classificou uma equipe de quatro atletas (dois homens e duas mulheres).
| Atleta | Evento               | Fase de grupos       | Fase de grupos       | Fase de grupos       | Fase de grupos | Oitavas-de-final     | Quartas-de-final     | Semifinal            | Final                | Final   |
| Atleta | Evento               | Adversário Resultado | Adversário Resultado | Adversário Resultado | Posição        | Adversário Resultado | Adversário Resultado | Adversário Resultado | Adversário Resultado | Posição |
| ------ | -------------------- | -------------------- | -------------------- | -------------------- | -------------- | -------------------- | -------------------- | -------------------- | -------------------- | ------- |
|        | Individual masculino |                      |                      |                      |                |                      |                      |                      |                      |         |
|        |                      |                      |                      |                      |                |                      |                      |                      |                      |         |
|        | Individual feminino  |                      |                      |                      |                |                      |                      |                      |                      |         |
|        |                      |                      |                      |                      |                |                      |                      |                      |                      |         |
|        | Duplas masculinas    |                      |                      |                      |                |                      |                      |                      |                      |         |
|        | Duplas femininas     |                      |                      |                      |                |                      |                      |                      |                      |         |
|        | Duplas mistas        |                      |                      |                      |                |                      |                      |                      |                      |         |
|        | Equipes masculinas   | —                    | —                    | —                    | —              |                      |                      |                      |                      |         |
|        | Equipes femininas    | —                    | —                    | —                    | —              |                      |                      |                      |                      |         |

## Remo
O Equador classificou 2 remadores (um homem e uma mulher).
| Atleta | Evento                  | Eliminatória | Eliminatória | Repescagem | Repescagem | Semifinal | Semifinal | Final A/B | Final A/B |
| Atleta | Evento                  | Tempo        | Posição      | Tempo      | Posição    | Tempo     | Posição   | Tempo     | Posição   |
| ------ | ----------------------- | ------------ | ------------ | ---------- | ---------- | --------- | --------- | --------- | --------- |
|        | Skiff simples masculino |              |              |            |            |           |           |           |           |
|        | Skiff simples feminino  |              |              |            |            |           |           |           |           |

## Squash
O Equador qualificou uma equipe feminina de 3 atletas através dos Campeonato Pan-Americano de Squash de 2023.
Feminino
| Atleta | Evento     | Fase de grupos       | Fase de grupos       | Fase de grupos | 16-avos-de-final     | Oitavas-de-final     | Quartas-de-final     | Semifinal / Cl.      | Final / MB / Po.     | Final / MB / Po. |
| Atleta | Evento     | Adversário Resultado | Adversário Resultado | Posição        | Adversário Resultado | Adversário Resultado | Adversário Resultado | Adversário Resultado | Adversário Resultado | Posição          |
| ------ | ---------- | -------------------- | -------------------- | -------------- | -------------------- | -------------------- | -------------------- | -------------------- | -------------------- | ---------------- |
|        | Individual | —                    | —                    | —              |                      |                      |                      |                      |                      |                  |
|        | Individual | —                    | —                    | —              |                      |                      |                      |                      |                      |                  |
|        | Duplas     | —                    | —                    | —              | —                    |                      |                      |                      |                      |                  |
|        | Equipes    |                      |                      |                | —                    |                      |                      |                      |                      |                  |

## Surfe
O Equador qualificou duas surfistas femininas.
Artístico
| Atleta | Evento              | Rodada 1             | Rodada 2             | Rodada 3             | Rodada 4             | Repescagem 1         | Repescagem 2         | Repescagem 3         | Repescagem 4         | Repescagem 5         | Final / MB           | Final / MB |
| Atleta | Evento              | Adversário Resultado | Adversário Resultado | Adversário Resultado | Adversário Resultado | Adversário Resultado | Adversário Resultado | Adversário Resultado | Adversário Resultado | Adversário Resultado | Adversário Resultado | Posição    |
| ------ | ------------------- | -------------------- | -------------------- | -------------------- | -------------------- | -------------------- | -------------------- | -------------------- | -------------------- | -------------------- | -------------------- | ---------- |
|        | Shortboard feminino |                      |                      |                      |                      |                      |                      |                      |                      |                      |                      |            |
|        | Stand up feminino   |                      |                      |                      |                      |                      |                      |                      |                      |                      |                      |            |

## Taekwondo
O Equador classificou oito atletas (quatro homens e quatro mulheres) durante o Torneio Classificatório para os Jogos Pan-Americanos.
Kyorugi
Masculino
| Atleta | Evento | Oitavas-de-final     | Quartas-de-final     | Semifinais           | Repescagem           | Final / MB           | Final / MB |
| Atleta | Evento | Adversário Resultado | Adversário Resultado | Adversário Resultado | Adversário Resultado | Adversário Resultado | Posição    |
| ------ | ------ | -------------------- | -------------------- | -------------------- | -------------------- | -------------------- | ---------- |
|        | –58 kg |                      |                      |                      |                      |                      |            |
|        | –68 kg |                      |                      |                      |                      |                      |            |
|        | +80 kg |                      |                      |                      |                      |                      |            |

Feminino
| Atleta | Evento | Oitavas-de-final     | Quartas-de-final     | Semifinais           | Repescagem           | Final / MB           | Final / MB |
| Atleta | Evento | Adversário Resultado | Adversário Resultado | Adversário Resultado | Adversário Resultado | Adversário Resultado | Posição    |
| ------ | ------ | -------------------- | -------------------- | -------------------- | -------------------- | -------------------- | ---------- |
|        | –57 kg |                      |                      |                      |                      |                      |            |
|        | –67 kg |                      |                      |                      |                      |                      |            |
|        | +67 kg |                      |                      |                      |                      |                      |            |

Poomsae
| Atleta | Evento                | Resultado | Posição |
| ------ | --------------------- | --------- | ------- |
|        | Poomsae masculino     |           |         |
|        | Poomsae feminino      |           |         |
|        | Poomsae duplas mistas |           |         |

## Tênis de mesa
O Equador qualificou uma equipe de cinco atletas (três homens e duas mulheres) através do Evento de Qualificação Especial.
Masculino
| Atleta | Evento     | Fase de grupos       | Fase de grupos       | Fase de grupos       | Fase de grupos | Primeira rodada      | Segunda rodada       | Quartas-de-final     | Semifinal            | Final / MB           | Final / MB |
| Atleta | Evento     | Adversário Resultado | Adversário Resultado | Adversário Resultado | Posição        | Adversário Resultado | Adversário Resultado | Adversário Resultado | Adversário Resultado | Adversário Resultado | Posição    |
| ------ | ---------- | -------------------- | -------------------- | -------------------- | -------------- | -------------------- | -------------------- | -------------------- | -------------------- | -------------------- | ---------- |
|        | Individual | —                    | —                    | —                    | —              |                      |                      |                      |                      |                      |            |
|        | Individual | —                    |                      |                      |                |                      |                      |                      |                      |                      |            |
|        | Dupla      | —                    | —                    | —                    | —              | —                    | —                    |                      |                      |                      |            |
|        | Equipe     | —                    |                      |                      |                | —                    | —                    |                      |                      |                      |            |

Feminino
| Atleta | Evento     | Fase de grupos       | Fase de grupos       | Fase de grupos       | Fase de grupos | Primeira rodada      | Segunda rodada       | Quartas-de-final     | Semifinal            | Final / MB           | Final / MB |
| Atleta | Evento     | Adversário Resultado | Adversário Resultado | Adversário Resultado | Posição        | Adversário Resultado | Adversário Resultado | Adversário Resultado | Adversário Resultado | Adversário Resultado | Posição    |
| ------ | ---------- | -------------------- | -------------------- | -------------------- | -------------- | -------------------- | -------------------- | -------------------- | -------------------- | -------------------- | ---------- |
|        | Individual | —                    | —                    | —                    | —              |                      |                      |                      |                      |                      |            |
|        | Individual | —                    |                      |                      |                |                      |                      |                      |                      |                      |            |
|        | Dupla      | —                    | —                    | —                    | —              | —                    | —                    |                      |                      |                      |            |

Misto
| Atleta | Evento | Primeira rodada      | Quartas-de-final     | Semifinal            | Final / MB           | Final / MB |
| Atleta | Evento | Adversário Resultado | Adversário Resultado | Adversário Resultado | Adversário Resultado | Posição    |
| ------ | ------ | -------------------- | -------------------- | -------------------- | -------------------- | ---------- |
|        | Dupla  |                      |                      |                      |                      |            |

## Tiro com arco
O Equador classificou uma arqueira durante o Campeonato Pan-Americano de 2022. O Equador também classificou dois arqueiros durante a Copa Merengue de 2023.
Feminino
| Atleta | Evento             | Fase de ranqueamento | Fase de ranqueamento | 16-avos-de-final     | Oitavas-de-final     | Quartas-de-final     | Semifinais           | Final / MB           | Rank |
| Atleta | Evento             | Pontuação            | Chaveamento          | Adversário Pontuação | Adversário Pontuação | Adversário Pontuação | Adversário Pontuação | Adversário Pontuação | Rank |
| ------ | ------------------ | -------------------- | -------------------- | -------------------- | -------------------- | -------------------- | -------------------- | -------------------- | ---- |
|        | Recurvo individual |                      |                      |                      |                      |                      |                      |                      |      |

Feminino
| Atleta | Evento              | Fase de ranqueamento | Fase de ranqueamento | 16-avos-de-final     | Oitavas-de-final     | Quartas-de-final     | Semifinais           | Final / MB           | Rank |
| Atleta | Evento              | Pontuação            | Chaveamento          | Adversário Pontuação | Adversário Pontuação | Adversário Pontuação | Adversário Pontuação | Adversário Pontuação | Rank |
| ------ | ------------------- | -------------------- | -------------------- | -------------------- | -------------------- | -------------------- | -------------------- | -------------------- | ---- |
|        | Recurvo individual  |                      |                      |                      |                      |                      |                      |                      |      |
|        | Composto individual |                      |                      |                      |                      |                      |                      |                      |      |

Misto
| Atleta | Evento          | Fase de ranqueamento | Fase de ranqueamento | 16-avos-de-final     | Oitavas-de-final     | Quartas-de-final     | Semifinais           | Final / MB           | Rank |
| Atleta | Evento          | Pontuação            | Chaveamento          | Adversário Pontuação | Adversário Pontuação | Adversário Pontuação | Adversário Pontuação | Adversário Pontuação | Rank |
| ------ | --------------- | -------------------- | -------------------- | -------------------- | -------------------- | -------------------- | -------------------- | -------------------- | ---- |
|        | Recurvo equipes |                      |                      | —                    | —                    |                      |                      |                      |      |

## Tiro esportivo
O Equador classificou um total de 6 atiradores esportivos no Campeonato das Américas de Tiro de 2022.  O Equador também classificou dois atiradores esportivos através dos Jogos Sul-Americanos de 2022.
Masculino
Pistola e carabina
| Atleta | Evento              | Classificação | Classificação | Final  | Final   |
| Atleta | Evento              | Pontos        | Posição       | Pontos | Posição |
| ------ | ------------------- | ------------- | ------------- | ------ | ------- |
|        | Pistola de ar 10 m  |               |               |        |         |
|        | Carabina de ar 10 m |               |               |        |         |

Masculino
Espingarda
| Atleta | Evento | Classificação | Classificação | Semifinal | Semifinal | Final / MB           | Final / MB |
| Atleta | Evento | Pontos        | Posição       | Pontos    | Posição   | Adversário Resultado | Posição    |
| ------ | ------ | ------------- | ------------- | --------- | --------- | -------------------- | ---------- |
|        | Skeet  |               |               |           |           |                      |            |
|        |        |               |               |           |           |                      |            |

Feminino
Pistola e carabina
| Atleta | Evento             | Classificação | Classificação | Final  | Final   |
| Atleta | Evento             | Pontos        | Posição       | Pontos | Posição |
| ------ | ------------------ | ------------- | ------------- | ------ | ------- |
|        | Pistola de ar 10 m |               |               |        |         |
|        |                    |               |               |        |         |
|        | Pistola 25 m       |               |               |        |         |
|        |                    |               |               |        |         |

## Vela
O Equador classificou 2 barcos para um total de 4 velejadores.
Masculino
| Atleta | Evento | Regata | Regata | Regata | Regata | Regata | Regata | Regata | Regata | Regata | Regata | Regata | Regata | Regata | Total  | Total   |
| Atleta | Evento | 1      | 2      | 3      | 4      | 5      | 6      | 7      | 8      | 9      | 10     | 11     | 12     | M      | Pontos | Posição |
| ------ | ------ | ------ | ------ | ------ | ------ | ------ | ------ | ------ | ------ | ------ | ------ | ------ | ------ | ------ | ------ | ------- |
|        | Laser  |        |        |        |        |        |        |        |        |        |        | —      | —      |        |        |         |

Misto
| Atleta | Evento    | Regata | Regata | Regata | Regata | Regata | Regata | Regata | Regata | Regata | Regata | Regata | Regata | Regata | Total  | Total   |
| Atleta | Evento    | 1      | 2      | 3      | 4      | 5      | 6      | 7      | 8      | 9      | 10     | 11     | 12     | M      | Pontos | Posição |
| ------ | --------- | ------ | ------ | ------ | ------ | ------ | ------ | ------ | ------ | ------ | ------ | ------ | ------ | ------ | ------ | ------- |
|        | Lightning |        |        |        |        |        |        |        |        |        |        | —      | —      |        |        |         |